# The Book of Making
The Book of Making é o décimo-segundo álbum de estúdio do guitarrista virtuoso estadunidense Eric Johnson. Ele foi lançado simultaneamente ao álbum Yesterday Meets Today, ambos no dia 29 de Julho de 2022, e os dois pelo selo Vortexan Music/Blue Élan Records. Os trabalhos foram gravados durante as restrições de mobilidade causadas pela Pandemia de COVID-19, quando guitarrista vasculhou arquivos em busca de material que não havia sido finalizado.

## Faixas
Todas as faixas compostas por Eric Johnson.
| N.º | Título                        | Duração |  |
| 1.  | "Soundtrack Life"             | 4:20    |  |
| 2.  | "Floating Through This World" | 3:26    |  |
| 3.  | "Love Will Never Say Goodbye" | 4:58    |  |
| 4.  | "Bigger Than My Life"         | 2:46    |  |
| 5.  | "Just to Be with You"         | 3:24    |  |
| 6.  | "To Be Alive (Ft. Arielle)"   | 4:46    |  |
| 7.  | "Another One Like You"        | 3:47    |  |
| 8.  | "My Faith in You"             | 4:37    |  |
| 9.  | "A Thousand Miles"            | 2:44    |  |